# Sassafras
Sassafras L. ex Nees è un genere di piante sempreverdi della famiglia delle Lauracee.

## Tassonomia
Il genere comprende le seguenti specie:
- Sassafras albidum (Nutt.) Nees
- Sassafras randaiense (Hayata) Rehder
- Sassafras tzumu (Hemsl.) Hemsl.